# Narrator
Narrator – termin z teorii literatury. Podmiot narracji, osoba opowiadająca o wydarzeniach przedstawionych w książce. Narrator jest ośrodkiem sytuacji narracyjnej, w obrębie której sytuuje się wobec świata przedstawionego i wobec adresata narracji. Głos narratora nie musi być identyczny z głosem autora dzieła. 
Narrator występuje w utworach epickich, może także pojawiać się w epickich formach poetyckich, jak również w dramacie (np. w dramatach Jana Augusta Kisielewskiego – postać narratora, jako jeden z elementów tzw. epizacji dramatu).

## Rodzaje
Istnieje kilka rodzajów narratora:
- Narrator wszystkowiedzący – opowiada wydarzenia całkowicie z zewnątrz, sprawiając wrażenie jakby wszystko o wszystkich wiedział i był w stanie w każdej chwili wniknąć w najtajniejsze obszary psychiki wszystkich bohaterów występujących w dziele. Narrator taki nie pojawia się w akcji dzieła nawet na moment. Czasami mówi się[kto?], że funkcjonuje „z pozycji Boga”. Tego rodzaju narrator jest charakterystyczny dla powieści klasycznej.
- Narrator świadek – opowiada zdarzenia z zewnątrz, ale w takiej formie w jakiej mógłby to robić naoczny świadek. Często zdarza się, że narrator taki jest wpleciony (na drugim planie) w akcję dzieła.
- Narrator bezpośredni – jest on zwykle jedną z głównych, lub nawet najważniejszą postacią występującą w dziele i opowiada swoją historię w pierwszej osobie, tak jakby widział ją własnymi oczami.
- Narrator ukryty – narrator nie ujawnia swojego istnienia, wydarzenia opowiadają się jakby „same”.
- Narrator ujawniony – zaznacza swoją obecność, np. poprzez prowadzenie narracji w 1. osobie czy zwroty do czytelnika.
- Narrator autorski – nie posiada konkretnych cech, które uniemożliwiałyby utożsamienie go z autorem dzieła (czyli można go utożsamić z autorem).
- Narrator fikcyjny – nie można utożsamić go z autorem dzieła.

W powieściach bardzo często zdarza się, że narracja zmienia się w różnych ich częściach. Np. powieść zaczyna się od wprowadzenia narratora świadka, który następnie subtelnie przechodzi na pozycję narratora wszechwiedzącego, który czasami „oddaje głos" narratorom bezpośrednim.